# Circumvallatielinie (Groenlo)

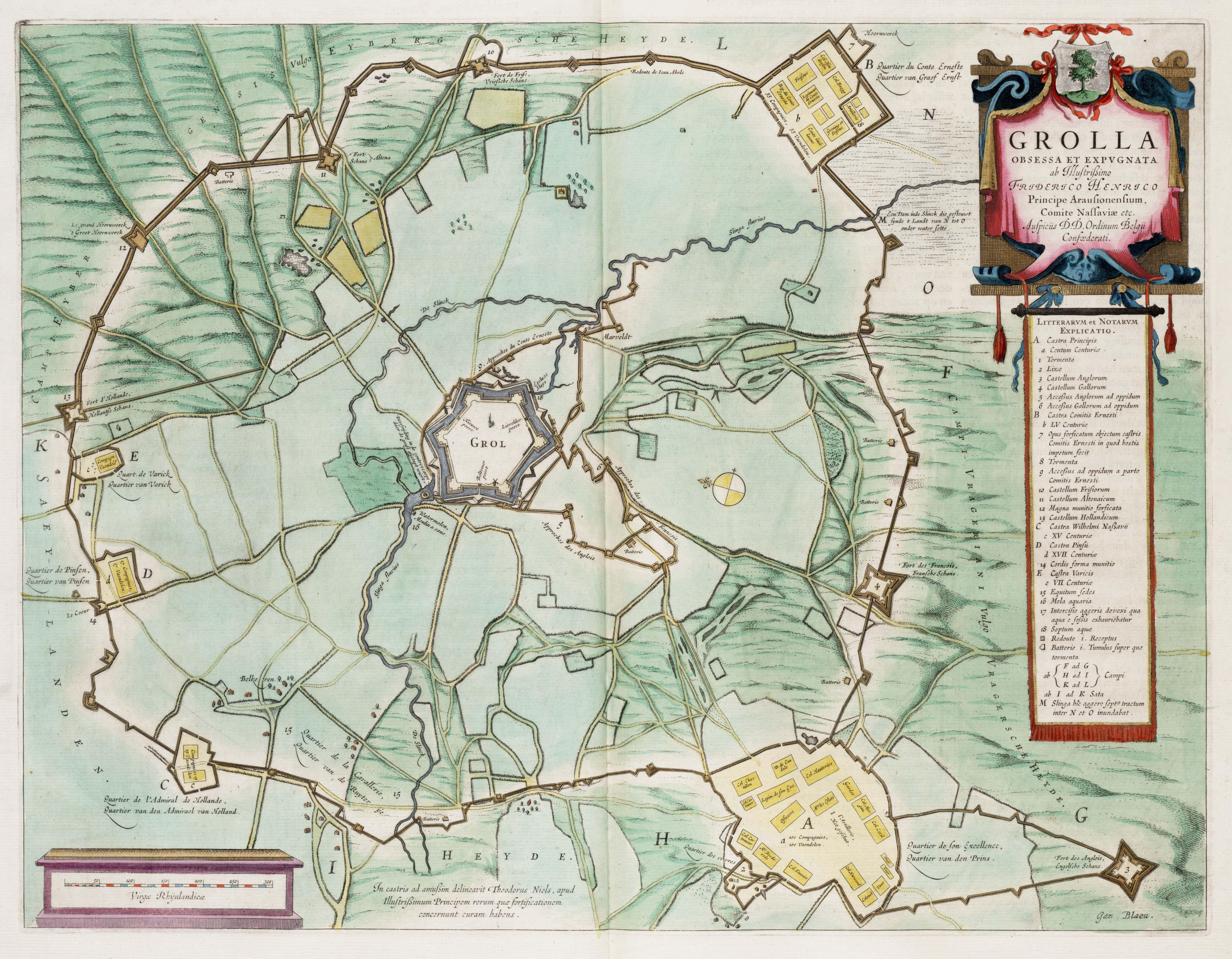
Kaart van de belegering van Groenlo in 1627. Rond Grol is de circumvallatielinie zichtbaar.

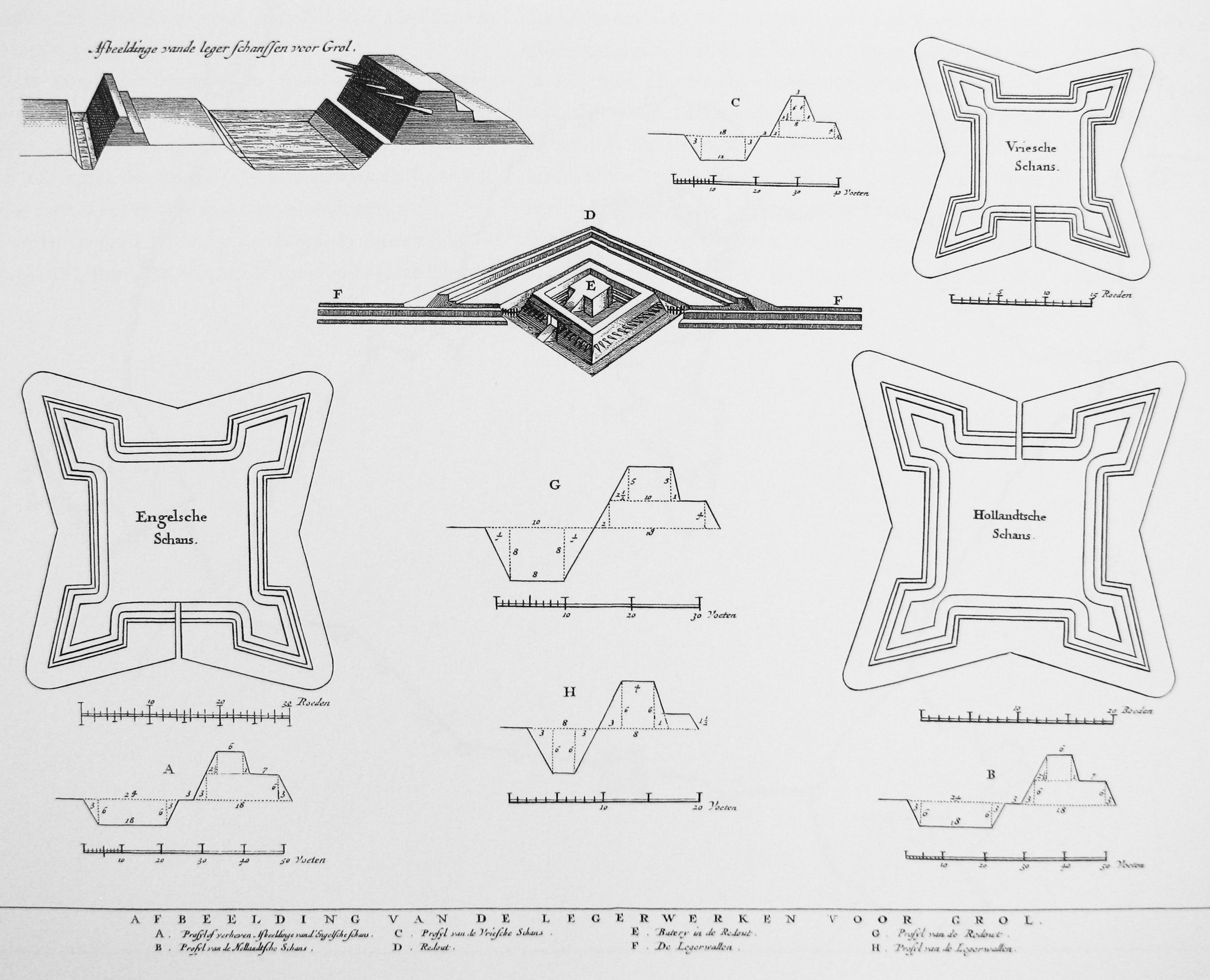
Schema van de belegeringswerken in de circumvallatielinie. Weergegeven zijn drie schansen, de gracht rond de schansen (linksboven) en een redoute (centraal).

De circumvallatielinie was een belangrijk onderdeel van het Beleg van Grol (Groenlo) in 1627 door stadhouder en 'stedendwinger' Frederik Hendrik. De overblijfselen van de linie zijn door de Rijksdienst voor het Cultureel Erfgoed in 2017 aangewezen als Rijksmonument.

## Geschiedenis
Tijdens de belegering van de door het Spaanse leger bezette vesting Grol werd in een straal van ongeveer drie kilometer rond de stad een aaneengesloten aarden wal met gracht aangelegd. Het primaire doel van deze circumvallatielinie was het voorkomen dat volk uit Grol kon ontsnappen, maar ook om te beletten dat hulp van buitenaf de belegerde stad zou bereiken of Grol zou kunnen ontzetten. De Spaanse veldheer Ambrosio Spinola had het concept reeds twee jaar met succes toegepast bij het Beleg van Breda. 
Alle legerkampen, zoals de kampen van Frederik Hendrik, Ernst Casimir en Willem van Nassau, heer van de Lek lagen aan de linie. Ook werden meerdere schansen gebouwd waar de Staatse belegeraars zich ophielden en zich konden verdedigen tegen aanvallen van buitenaf. Net als zijn halfbroer Maurits van Oranje, die Groenlo in zijn carrière driemaal belegerd had, liet Frederik Hendrik buitenlandse troepen samenwerken bij het bouwen van schansen. Zo werd een Friese, Hollandse, Franse en Engelse schans gebouwd in 1627. Naast schansen werden enkele tientallen constructies aan de circumvallatielinie gebouw, zoals redoutes, redans en hoornwerken. Batterijen met kanonnen werden aangelegd om de stad onder vuur te nemen. De straal van twee à drie kilometer rond Grol werd aangehouden omdat dit net buiten het bereik was van de kanonnen uit die tijd, zodat ze veilig waren voor vuur uit Grol.
Al met al was de circumvallatielinie rond Groenlo in 1627 zestien kilometer lang, zo'n 3 uur gaans te paard destijds. Tijdens de belegering kwam de veldheer in Spaanse dienst, Hendrik van den Bergh, met zijn leger van 20.000 man om Grol te ontzetten. Zijn aanval op het hoornwerk bij het kamp van Ernst Casimir werd afgeslagen door de Staatsen. Hierna gaf Van den Bergh zijn aanval op en werd Grol na 30 dagen uiteindelijk ingenomen door Frederik Hendrik. Na het beleg van 1627 werden de loopgraven richting de stad gedempt en werden de bruikbare stellingen van de linie afgebroken, zodat de Spaanse vijand ze niet tegen Grol zou kunnen gebruiken. 
Twee jaar later zou Frederik Hendrik de techniek van circumvallatie opnieuw succesvol toepassen, ditmaal rond 's-Hertogenbosch.

## Cultuurhistorische waarde

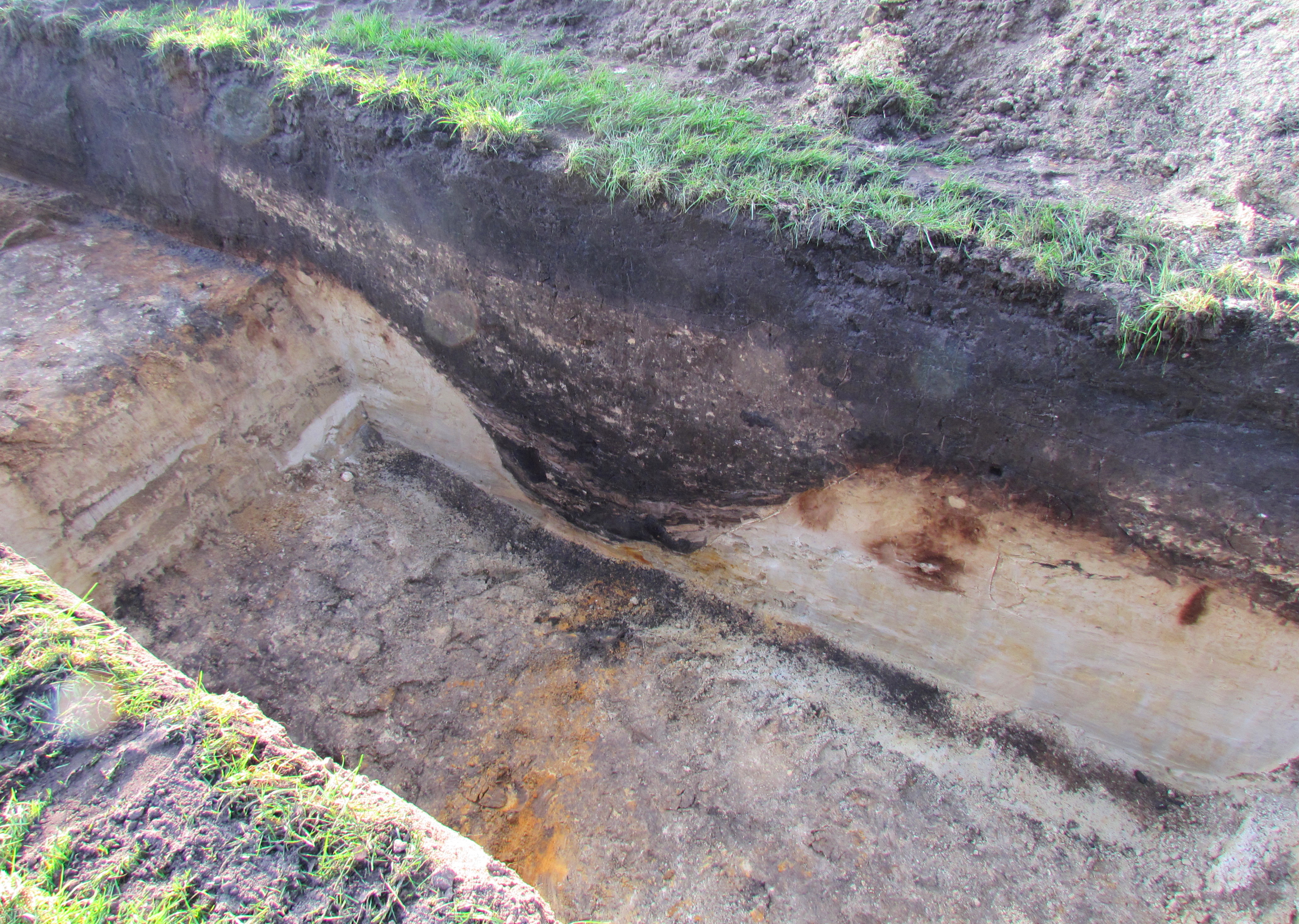
Opgraving bij Erve Kots in november 2011 die een deel van de linie toont (de donkere indaling wijst op een met humus gevulde gracht)

De Groenlose circumvallatielinie is relatief goed in stand gebleven omdat er in de loop van de eeuwen weinig overheen is gebouwd, zoals bij Den Bosch wel is gebeurd. Stukken van de Groenlose linie in gebieden geschikt voor agrarisch gebruik zijn in de loop der tijden afgebroken, maar diverse onderdelen zijn bewaard gebleven en terug te vinden in het landschap. Vanaf 2002 heeft de gemeente vanuit cultuurhistorisch oogpunt aandacht voor de linie en is er archeologisch en landschappelijk onderzoek gedaan. In 2008 werd na onderzoek een boek gepubliceerd over de huidige status van de circumvallatielinie in het landschap rond Groenlo.

### Restauraties en onderzoek
De Engelse Schans in Lievelde die op schrale heidegrond was aangelegd, is drie eeuwen lang ongemoeid gelaten. In de twintigste eeuw werden de wallen en grachten gebruikt als springbulten voor de lokale motorcross-vereniging. In 2002 is de schans gerestaureerd en sindsdien een beschermd monument. Restauratie van andere delen van de linie wordt overwogen. Tijdens de droge zomer van 2003 ontdekte een piloot in een ultralight bij toeval de Franse Schans onder een maïsveld bij Lievelde. De gracht die destijds rond de schans was gegraven zorgde bijna vier eeuwen later nog steeds voor een betere watervoorziening, zodat de maisplanten daar groen aftekenden in het verder droge maïsveld.
In 2009 werd ter hoogte van de Engelse Schans tijdens een archeologische opgraving met behulp van proefsleuvenonderzoek een deel van de circumvallatielinie blootgelegd. Het betrof hier het verbindingsdeel tussen de Engelse schans met het kwartier van de prins te Erve Kots. In de langste proefsleuf werd een verkleuring aangetroffen waaruit bleek dat daar een gracht lag. In het najaar van dat jaar werden met behulp van gps de contouren van de Franse schans ingezaaid met bladrammenas, zodat de schans zichtbaar zal zijn in het veld als een donkergroene band.
In het najaar van 2011 werd het deel van de linie blootgelegd dat zich bevindt in een weide direct naast Erve Kots. Ook hier werden weer typerende verkleuringen aangetroffen.